# Урлютюб
Урлютю́б (каз. Ұрылытүп) — село у складі Железинського району Павлодарської області Казахстану. Входить до складу Приіртиського сільського округу.
Населення — 81 особа (2021; 124 у 2009, 306 у 1999, 457 у 1989).
Національний склад станом на 1989 рік:
- росіяни — 70 %;
- казахи — 20 %.